# Arkhimedes (tidskrift)
Arkhimedes (Tidskrift för fysik och matematik) utgiven sedan 1948, ges ut av Finlands Fysiska Förening och Finska Matematiska Föreningen.
Tidskriften innehåller artiklar om aktuella forskningsfrågor, bokrecensioner, nyheter och diskussion om aktuella frågor och medlemsevenemang.

## Historia
Archimedes är en tidskrift för fysik och matematik grundad 1948. En av tidningens huvudidéer är att publicera artiklar om ämnet på nationella språk och därför uppmärksammas även ordförrådsutveckling. Tidskriftens syfte är att vara en fysik- och matematiknyhetstidning för klubbmedlemmar och andra branschentusiaster samt att publicera vetenskapliga artiklar i sunt förnuftsformat, till exempel för lärare i skolans matematik och fysik.